# Epitàxia
L'epitàxia es refereix a un tipus de creixement cristal·lí o deposició material en el qual les noves capes es formen sobre un substrat cristal·lí, amb orientacions ben definides respecte a aquest. La pel·lícula cristal·lina dipositada s'anomena capa o pel·lícula epitaxial. L'orientació relativa de la capa epitaxial respecte el substrat cristal·lí es defineix en termes de l'orientació de la xarxa cristal·lina de cada material. Per altra banda, el creixement amorf o multi-cristal·lí segueix una orientació aleatòria dels cristalls. Per aplicacions més tecnològiques s'utilitza l'epitàxia d’un sol domini, que consisteix en el creixement una monocapa amb una única orientació ben definida.
El terme epitàxia ve de les arrels gregues epi (ἐπί), que significa "damunt", i taxis (τάξις), que significa "de manera ordenada".
Una de les aplicacions comercials principals del creixement epitaxial és en la indústria dels semiconductors, on es duu a terme creixement epitaxial de pel·lícules de semiconductor damunt oblies de substrat també semiconductor. És un dels processos en la fabricació de circuits integrats. Mitjançant aquesta tècnica es pot controlar de forma molt precisa el nivell d'impureses en el semiconductor, que són els que defineixen el seu caràcter (N o P). Per fer això s'escalfa el semiconductor fins a gairebé el seu punt de fusió i es posa en contacte amb el material de base perquè, en refredar-se, recristal·litzi amb l'estructura adequada. En aquest cas, la xarxa epitaxial tindrà una orientació específica respecte a la de l'oblia de substrat, com l'índex de Miller [001] de la pel·lícula que alinea amb l’índex [001] del substrat.

## Tipus
Homoepitàxia és una classe d’epitàxia on actuat únic un material, on una capa cristal·lina és crescuda en un substrat o capa del mateix material. Aquesta tecnologia sovint s'utilitza per créixer una capa més pura que el substrat, i per fabricar capes amb diversos nivells dopats. En literatura acadèmica, homoepitàxia és sovint abreujat a "homoepi".
Homotopotàxia és un procés similar a homoepitàxia amb l'excepció que el creixement de la capa prima no està limitat a un creixement bidimensional. Aquí el substrat és del mateix material que la capa prima.
Heteroepitàxia és una classe d’epitàxia on participen materials diferents. En heteroepitàxia, una capa cristal·lina creix sobre un substrat cristal·lí o pel·lícula d'un material diferent. Aquesta tecnologia sovint s'utilitza per créixer pel·lícules cristal·lines de materials dels quals no es pot obtenir cristall de cap altra manera, i per fabricar capes cristal·lines integrades de materials diferents. Els exemples inclouen silici sobre safir, nitrur de gal·li (GaN) sobre safir, fosfur d’alumini gal·li i indi (AlGaInP) sobre arsenur de gal·li (GaAs) o diamant o iridi, i grafè sobre nitrur de bor hexagonal (hBN).
Heterotopotàxia és un procés similar a l’heteroepitàxia excepte que el creixement de la capa prima no està limitat a un creixement bidimensional; el substrat és similar únicament en estructura al material de la capa prima.
Pendeo-epitàxia és un procés on es creix la capa prima heteroepitaxial verticalment i lateralment a la vegada. Un exemple d’aquesta és el creixement de nanocintes de grafè incrustades en nitrur de bor hexagonal.
L'epitàxia s'utilitza en processos de fabricació basats en silici per transistors d'encreuament bipolar (BJTs) i en metall-òxid-semiconductor-semiconductors-complementari (CMOS), però és particularment important per semiconductors compostos com l’arsenur de gal·li. Entre els problemes de fabricació s'inclou el control de la quantitat i uniformitat de la resistivitat i el gruix de la deposició, la neteja i puresa de les superfícies i l’atmosfera de la cambra, la prevenció de la difusió del dopant a les noves capes, imperfeccions del procés de creixement, i la protecció de superfícies sobre la fabricació i manipulació.

## Aplicacions
L'epitàxia s'utilitza en nanotecnologia i fabricació de semiconductors. De fet, per a molts materials semiconductors, l'epitàxia és l’únic mètode assequible per a realitzar creixement cristal·lí d’alta qualitat. Dins la ciència de superfícies, l'epitàxia s'utilitza per al creixement i estudi de monocapes i multicapes de pel·lícules de molècules orgàniques adsorbides en superfícies cristal·lines soles. Les molècules adsorbides formes estructures ordenades en terrasses planes de mida atòmica i es poden observar directament amb microscòpia d’efecte túnel. Per contra, els defectes de superfície i la seva geometria tenen una significativa influència en l'adsorció d’aquestes molècules orgàniques.

## Mètodes
El silici crescut epitaxialment normalment és dipositat utilitzant epitàxia en fase vapor, una modificació de la deposició química de vapor. L'epitàxia per a feixos molecular i l'epitàxia en fase líquida també són utilitzades, principalment per compostos semiconductors. L'epitàxia en fase sòlida s'utilitza principalment per a reparació de cristalls malmesos.

### Fase vapor
L'epitàxia en fase vapor (en anglès vapor-phase epitaxy, VPE) és un mètode molt utilitzat per a créixer silici. El silici és dipositat generalment dopant tetraclorur de silici i hidrogen a aproximadament 1200 a 1250 °C:
SiCl4(g) + 2H2(g) ↔ Si(s) + 4HCl(g)
On (g) i (s) representen la fase gas i la sòlida, respectivament. Aquesta reacció és reversible, i l'índex de creixement depèn de la proporció dels dos reactius gasosos. Els índexs de creixement per sobre 2 micròmetres per minut produeixen silici policristal·lí.
Hi ha una reacció competitiva a la deposició de silici:
SiCl4(g) + Si(s) ↔ 2SiCl2(g)
L'epitàxia en fase vapor de silici també pot utilitzar silà, diclorosilà, i triclorosilà com a reactius. Pel cas del silà, la reacció ocorre a 650 °C:
SiH₄ → Si + 2H₂
Aquesta reacció té lloc a temperatures més baixes que en utilitzar tetraclorur de silici.

### Fase líquida
L'epitàxia en fase líquida (en anglès liquid-phase epitaxy, LPE) és un mètode per a créixer capes de cristall semiconductor a partir de fondre substrats sòlids. Això passa a temperatures sota del punt de fusió del semiconductor dipositat. El semiconductor és dissolt en un altre material fos. A condicions properes a l'equilibri entre dissolució i deposició, la deposició del cristall semiconductor en el substrat és relativament ràpida i uniforme. El substrat més utilitzat és el fosfur d’indi (InP). Altres substrats com ara vidre o ceràmica poden ser utilitzats en certes aplicacions concretes. Per facilitar la nucleació i per evitar tensió en la capa crescuda, el coeficient d'expansió tèrmica del substrat i la capa crescuda han de ser similars.
L'epitàxia centrífuga en fase líquida és utilitzada comercialment per fer capes primes de silici, germani, i arsenur de gal·li. En aquest procés s'utilitza una centrifugadora. Aquest procés ha estat utilitzat per a crear capes primes de silici per a cel·les solars i fotodetectors d’infraroig llunyà. La temperatura i la velocitat de centrifugació s'utilitzen per a controlar el creixement de la capa prima.

### Fase sòlida
L'epitàxia en fase sòlida (en anglès solid-phase epitaxy, SPE) és una transició entre les fases amorfes i cristal·lines d'un material. Normalment primer es diposita una pel·lícula de material amorf en un substrat cristal·lí. El substrat és llavors escalfat per a cristal·litzar la pel·lícula amorfa. Aquest substrat de cristall sol servir com a plantilla per al creixement de cristall.

### Epitàxia de feixos moleculars
En epitàxia de feixos moleculars (en anglès molecular beam epitaxy, MBE), un material font s'escalfa per produir un feix de partícules evaporades. Aquestes partícules viatgen a través d'un molt alt buit (10−8 Pa; pràcticament espai buit) fins al substrat, on condensen. La MBE té un rendiment més baix que altres formes d’epitàxia. Aquesta tècnica és àmpliament utilitzada per créixer cristalls semiconductors dels grups periòdics III, IV i V.

## Dopatge
Una capa epitaxial pot ser dopada durant la deposició afegint impureses a la font de gas, com arsà, fosfà, o diborà. La concentració d’impureses en la fase gas determina la seva concentració en la pel·lícula dipositada. Cal afegir que en deposició química de vapor, l’addició d’impureses produeix un canvi en el ritme de deposició. A més, les altes temperatures que requereix aquest tipus de deposició poden permetre els dopants difondre en la capa que està en creixement des d'altres capes en l'oblia.

## Mineralogia

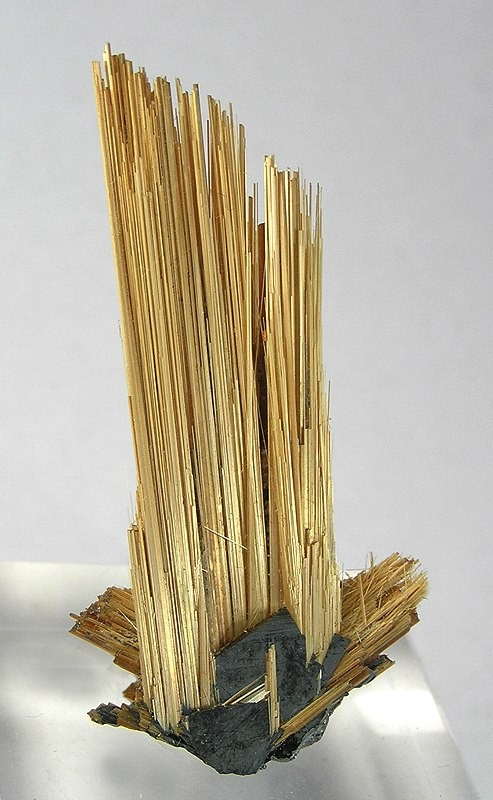
Rútil epitaxial en hematites.

En mineralogia, epitàxia és el sobrecreixement d'un mineral a sobre d'un altre d'una manera ordenada, de manera que els seus eixos cristal·logràfics i, de vegades, els òptics, són compartits. Això passa quan alguns plans en les xarxes cristal·lines dels sobrecreixements i el substrat tenen separacions similars entre els àtoms.